# Laurypta scalaris
Laurypta scalaris är en tvåvingeart som först beskrevs av Loïc Matile 1970.  Laurypta scalaris ingår i släktet Laurypta och familjen platthornsmyggor. Inga underarter finns listade i Catalogue of Life.